# Where Hope Grows
Where Hope Grows (bra: Onde Nasce a Esperança) é um filme de drama estadunidense de 2014 escrito e dirigido por Chris Dowling e estrelado por David DeSanctis, Danica McKellar, Kerr Smith, Brooke Burns, William Zabka, Kristoffer Polaha e McKaley Miller. Foi lançado em 15 de maio de 2015 pela Roadside Attractions.

## Sinopse
O filme conta a história de um jogador de beisebol cuja carreira profissional foi interrompida devido a problemas pessoais é subitamente despertado e revigorado por um jovem com síndrome de Down que trabalha no supermercado local.

## Elenco
- David DeSanctis como Produce
- Kristoffer Polaha como Calvin Campbell
- McKaley Miller como Katie Campbell
- Michael Grant como Colt Beam
- William Zabka como Milton Malcolm
- Danica McKellar como Susan Malcolm
- Kerr Smith como Mitch Minniear
- Brooke Burns como Amy Boone
- Alan Powell como Franklin Weaver
- Clyde Jones como Dexter Douglas
- J. Teddy Garces como Dr. Jones
- Robert Johnson como Mr. Beam
- Ken Arnold como Steve Bookerson
- Chase Anderson como Jackson
- Rebecca Lines como Laura
- Phil Russell como oficial de polícia
- Drew Cash como Eric
- Sonya Thaper como enfermeira Meera
- Michelle J. Fine como enfermeira Kristen

## Lançamento
O filme foi lançado em 15 de maio de 2015 pela Roadside Attractions.

## Recepção
Where Hope Crows recebeu críticas mistas dos críticos. No Rotten Tomatoes, o filme tem uma classificação de 50%, com base em 14 críticas, com uma classificação de 5,3/10. Em Metacritic, o filme tem uma pontuação de 41 em 100, com base em 8 críticos, indicando "críticas mistas ou médias".